# Liubopil, Odesa
Liubopil (în ucraineană Любопіль) este localitatea de reședință a comuna Vîzîrka din raionul Odesa, regiunea Odesa, Ucraina.

## Demografie
Componența lingvistică a localității Liubopil
     Ucraineană (91,36%)
     Rusă (4,68%)
     Română (2,04%)
     Bulgară (1,44%)
     Alte limbi (0,24%)
Conform recensământului din 2001, majoritatea populației localității Liubopil era vorbitoare de ucraineană (91,36%), existând în minoritate și vorbitori de rusă (4,68%), română (2,04%) și bulgară (1,44%).